# Bolesław Markowski (wojskowy)
Bolesław Markowski (ur. 3 lub 16 lipca 1908 w Jachnowcach, zm. 20 maja 1990 w Londynie) – polski lekarz wojskowy z tytułem doktora, w czasie kampanii wrześniowej komendant Szpitala Morskiego Marynarki Wojennej w Gdyni Oksywiu, więzień oflagów, uczestnik konspiracji obozowej, po zakończeniu wojny na emigracji, działacz Stowarzyszenia Marynarki Wojennej w Wielkiej Brytanii, publicysta.

## Życiorys
Po ukończeniu Szkoły Podchorążych Sanitarnych w Warszawie Bolesław Markowski przez dwa lata pracował w Instytucie Chirurgii Urazowej. 20 grudnia 1933 roku otrzymał promocję na stopień podporucznika lekarza ze starszeństwem od 1 listopada i został przydzielony na staż do Centrum Wyszkolenia Sanitarnego. 31 stycznia 1935 roku został przeniesiony do dyspozycji Kierownictwa Marynarki Wojennej, w stopniu porucznika. Latem 1935 roku służył w Centrum Wyszkolenia Specjalistów Floty, następnie rozpoczął pracę w Szpitalu Morskim Marynarki Wojennej. Uprawiał szermierkę w klubie Flota. Uczestniczył w ceremonii poświęcenia „Batorego”. W 1937 roku był lekarzem pokładowym na żaglowcu szkolnym „Iskra” podczas rejsu na Morze Śródziemne.
Awansowany do stopnia kapitana ze starszeństwem od 15 marca 1938 roku, od 1939 roku pełnił funkcje komendanta Szpitala Morskiego na Oksywiu i jednocześnie ordynatora oddziału chirurgicznego tegoż szpitala. W takiej roli uczestniczył w działaniach obrony Wybrzeża. Wzięty do niewoli niemieckiej, przebywał w obozach jenieckich II A Prenzlau i II E Neubrandenburg, gdzie był lekarzem obozowym oraz naczelnym chirurgiem szpitala jenieckiego. Zorganizował w ramach konspiracji obozowej komórkę Armii Krajowej, którą dowodził, przekazywał również potajemnie leki dla więźniarek pobliskiego obozu koncentracyjnego Ravensbrück. Podczas ich ewakuacji przed nadciągającym frontem ukrył kilkanaście więźniarek na terenie podległego mu szpitala. Po wyzwoleniu wyjechał do Wielkiej Brytanii, gdzie dotarł 19 maja 1945 roku. W 1946 roku został awansowany do stopnia komandora podporucznika ze starszeństwem od 31 marca.
Po demobilizacji pracował jako ordynator szpitala w Hondurasie Brytyjskim, a po powrocie do Wielkiej Brytanii od 1965 roku w Szpitalu Uniwersyteckim w Londynie. Prowadził badania naukowe, między innymi w zakresie chirurgii ginekologicznej, drukiem ukazało się kilka jego prac z tej dziedziny. Zaangażował się w działalność Polonii, był prezesem Stowarzyszenia Marynarki Wojennej oraz redaktorem naczelnym i publicystą jego organu prasowego „Nasze Sygnały”. W 1972 roku opublikował książkę Podchorążowie z Ujazdowa. Trzy lata później organizował I Światowy Zjazd Stowarzyszenia Marynarki Wojennej w Londynie. Był powoływany na członka V i VI Rady Narodowej RP. 27 maja 1978 został mianowany zastępcą członka Wojskowej Komisji Orzekającej.
Zmarł 20 maja 1990 roku w Londynie i tam został pochowany.

## Odznaczenia
- Krzyż Komandorski Orderu Odrodzenia Polski (3 maja 1977)[2]
- Krzyż Oficerski Orderu Odrodzenia Polski
- Krzyż Walecznych
- Złoty Krzyże Zasługi z Mieczami
- Krzyż Armii Krajowej
- Order Imperium Brytyjskiego